# Gastón Álvarez
Pedro Gastón Álvarez Sosa (nascut el 24 de març de 2000) és un futbolista professional uruguaià que juga com a defensa al club de la Saudi Pro League Al Qadsiah.

## Carrera de club
Álvarez va fer el seu debut com a professional el 31 de març de 2019, jugant els 90 minuts sencers en una derrota a la Lliga per 4-2 contra el Racing Montevideo. Va marcar el seu primer gol com a professional l'11 de maig de 2019, marcant l'empat en un empat 1-1 contra el River Plate Montevideo.
Álvarez es va unir al Boston River l'abril de 2021 després del descens de Defensor a Segona Divisió. El 28 de gener de l'any següent, es va traslladar a l'estranger i es va unir al Getafe CF de la Lliga espanyola com a cedit fins al juny de 2023.

## Carrera internacional
Álvarez és un antic internacional juvenil de l'Uruguai. El juny de 2019, va ser nomenat a l'equip de 18 jugadors de l'Uruguai per als Jocs Panamericans de 2019.
El 21 d'octubre de 2022, Álvarez va ser nomenat a l'equip preliminar de 55 jugadors de l'Uruguai per a la Copa del Món de la FIFA 2022.